# معتمدية الجديدة
الجديدة أو معتمدية الجديدة إحدى معتمديات الجمهورية التونسية، تابعة لولاية منوبة ومقسمة إلى خمسة عمادات.
| اسم العمادة | ترقيم البريد |
| المنصورة    | 2075         |
| الزاهرة     | 1124         |
| الحبيبية    | 2012         |
| شواط        | 1134         |
| الجديدة     | 1124         |
| حشاد        | 1124         |

## الزراعة
تشتهر الجديدة بزراعة القنارية (الخرشوف - الأرض شوكي ) و الحبوب.

### مواضيع ذات علاقة
- ولاية منوبة.